# Софрон
Софрон из Сиракузе (Грчки: Σώφρων ὁ Συρακούσιος, fk. 430. пре нове ере) био је  старогрчки писац прозних драма (μιμος).
Софрон је био аутор прозних дијалога на дорском дијалекту, који су садржали и мушке и женске ликове, неке озбиљне, а друге духовитог типа, и који су приказивали сцене из свакодневног живота сицилијанских Грка. Иако написана у прози, сматрани су песмама и нису биле намењене сценском постављању. Писани су језгровитим и народним језиком, пуним пословица и колоквијализама.

## Утицај
За Платона се каже да је Софронова дела унео у Атину и да их је користио у својим дијалозима; према Диогену Лаертију, Платон се није одвајао од ових дела па је чак и спавао са њима под јастуком; Суда каже за Софронове радове: „Платон их је филозоф увек читао, да би повремено задремао.
Опште идеје о врсти дела може се стећи из 2. и 15. Теокритове идиле, за које се каже да су имитирале Akestriai и Isthmiazousai његовог претходника из Сиракузе. Њихов утицај се такође може пратити у сатирима Персија.

## Издања
Фрагменти дела сакупљени су у:
- Ahrens, H. L., De graecae linguae dialectis (1843), ii. (app.), and C. J. Botzon (1867); see also his De Sophrone et Xenarcho mimographis (1856).[3]

Најновије издање је:
- Hordern, J. H. (2004). Sophron's Mimes: Text, Translation, and Commentary. ISBN 9780199266135., Oxford. .